# Lago Negro (Gramado)

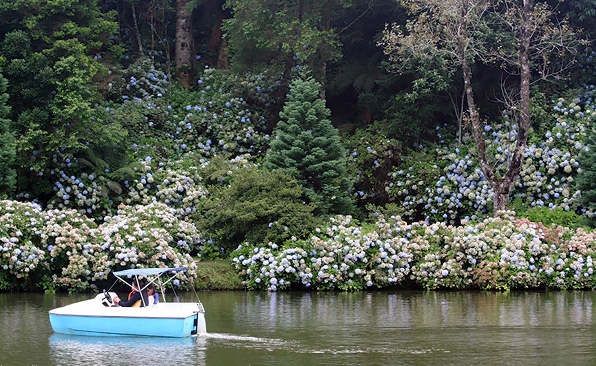
Lago Negro

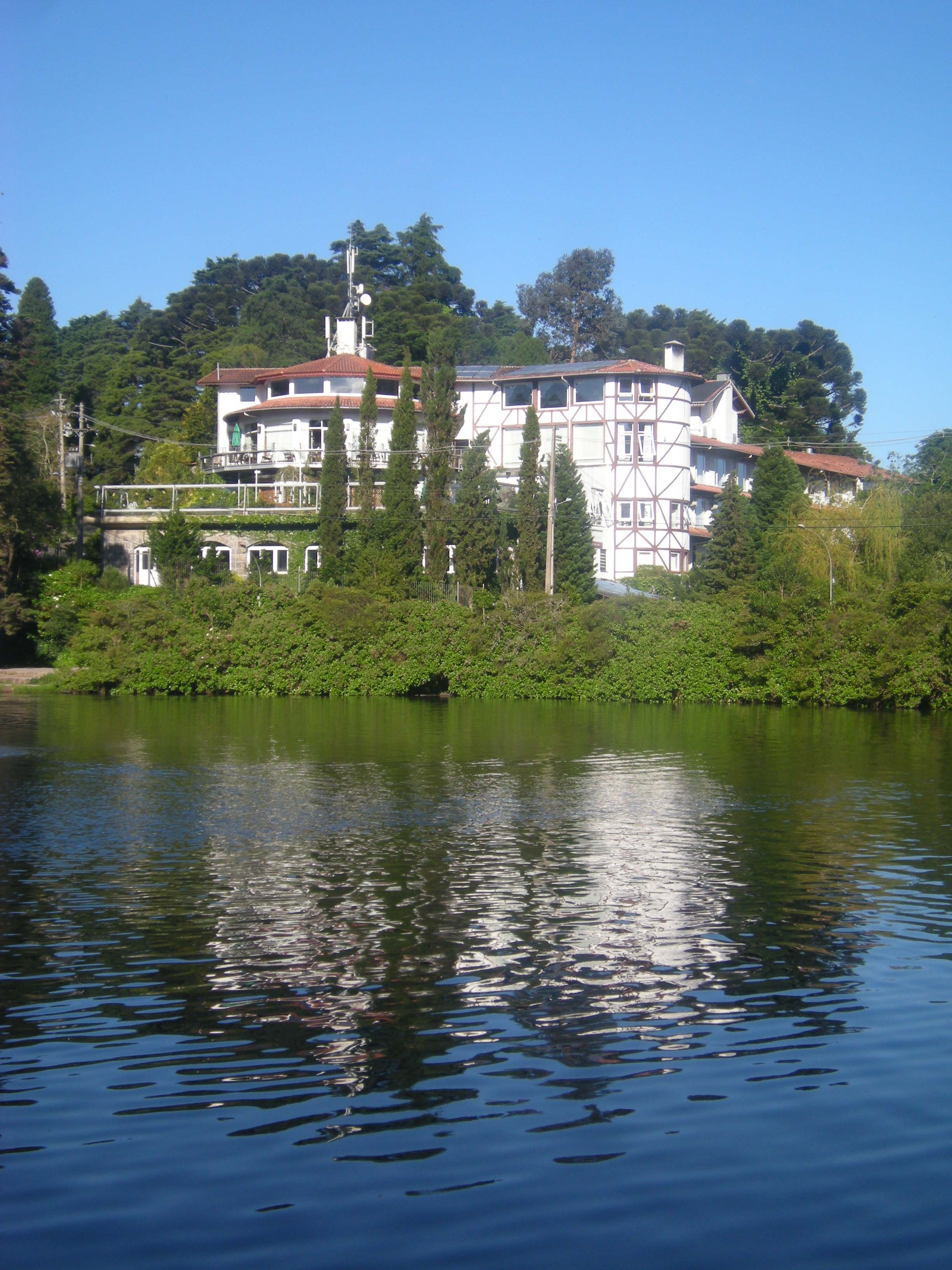
Hotel a orillas del lago

El lago negro es un lago artificial localizado en la ciudad brasileña de Gramado, en el Estado de Río Grande del Sur, constituyendo uno de los más importantes atractivos turísticos de dicha localidad.
Se encuentra ubicado en el barrio Planalto, una zona residencial de la ciudad muy tranquila y arbolada, donde predominan los chalets en estilo bávaro y suizo. 
El lago fue construido por Leopoldo Rosenfeldt, uno de los vecinos ilustres de Gramado, en 1953, luego que un incendio destruyera el antiguo bosque original. El nombre del lago se debe a la vegetación que lo rodea, pues Rosenfeldt plantó especies traídas de la Selva Negra, en Alemania. Para agregar más color al paisaje, fueron plantadas hortensias y azaleas en sus márgenes. Las primeras florecen en verano y las segundas en invierno, por lo que el ambiente es muy colorido en cualquier estación.
De forma alargada y no muy profundo, el lago es ideal para que las personas puedan andar en pequeños botes a pedal. También existe una senda peatonal que lo rodea por completo, permitiendo buenas caminatas. El sector de servicios ofrece confitería, donde se degusta Apfelstrudel, y tienda de artesanías.
El lago es un espacio verde público, por lo que no es preciso pagar para visitarlo. A su alrededor se encuentra un lujoso hotel y un afamado restaurante de cocina alemana.
- Datos: Q9019902
- Multimedia: Lago Negro (Gramado) / Q9019902